# Weikersdorf am Steinfelde
Weikersdorf am Steinfelde est une commune autrichienne du district de Wiener Neustadt-Land en Basse-Autriche.